# Gowdah Kahrīz
Gowdah Kahrīz (persiska: گودَه كَهريز, گوده كهريز, Gūdah Kahrīz) är en ort i Iran.   Den ligger i provinsen Ardabil, i den nordvästra delen av landet, 500 km nordväst om huvudstaden Teheran. Gowdah Kahrīz ligger 919 meter över havet och antalet invånare är 382.
Terrängen runt Gowdah Kahrīz är kuperad. Runt Gowdah Kahrīz är det ganska tätbefolkat, med 58 invånare per kvadratkilometer. Närmaste större samhälle är Qarah Khān Beyglū, 11,5 km norr om Gowdah Kahrīz. Trakten runt Gowdah Kahrīz består i huvudsak av gräsmarker.